# دانشگاه مرمره

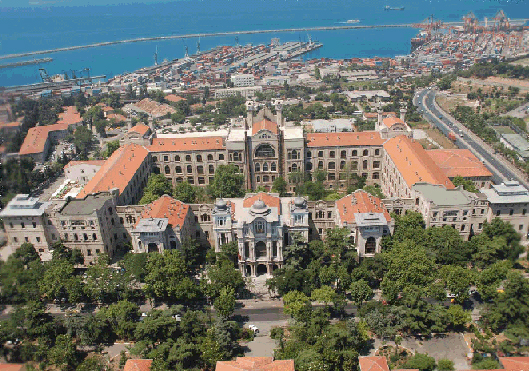
تصویر دانشگاه مرمره

دانشگاه مرمره (به ترکی: Marmara Üniversitesi) یکی از قدیمی‌ترین دانشگاه‌های کشور ترکیه است که در شهر استانبول قرار گرفته‌است.
دانشگاه مرمره استانبول در ۱۵ ژانویه ۱۸۸۳ میلادی و توسط صبحی پاشا تحت نام مکتب عالی تجارت حمیدیه تأسیس شد. سپس و در سال‌های بعد نیز با تغییراتی که در ساختار مؤسسه انجام گرفت با نام دانشکده علوم تجاری و اداری به فعالیت خود ادامه داد. در ۲۰ ژوئیه سال ۱۹۸۲ میلادی نیز با تصویب هیئت وزیران به ساختار امروزی خود که با بیش از ۱۶ پردیس مختلف در سراسر استانبول و نیز در حدود ۷۰٬۰۰۰ دانشجو در رشته‌های مختلف تحصیلی به یکی از بزرگترین موسسات آموزش عالی ترکیه تبدیل گشت.
دانشگاه مرمره امروزه دارای ۱۳ دانشکده، ۱۱ انستیتو، ۸ مدرسه عالی، ۳ بخش وابسته به ریاست دانشگاه، ۲۸ مرکز تحقیقاتی و پژوهشی، ۴۴ برنامه و ۱۰۴ رشته آموزشی می‌باشد.
دانش آموختگان دانشگاه مرمره از نظر میزان حضور و تأثیرگذاری در بخش‌های اقتصادی، هنری و مخصوصاً سیاسی ترکیه دارای جایگاه ممتازی بوده‌اند. از معروف‌ترین دانش آموختگان دانشگاه مرمره می‌توان به رجب طیب اردوغان شهردار سابق استانبول، نخست‌وزیر سابق و رئیس‌جمهور کنونی ترکیه، کادیر توپ باش شهردار ۴ دوره اخیر استانبول، نیهات زیبکچی وزیر اقتصاد ترکیه، سویل سابانجی از سهامداران هولدینگ سابانجی دوین شرکت بزرگ ترکیه، جس ملهو بازیگر و مجری ایتالیایی-ترکی، جیدا دوونجی بازیگر و تویگار ایشیکلی موزیسین مشهور ترک که موسیقی بسیاری از سریال و فیلم‌های سینمایی سال‌های اخیر ترکیه مانند عشق ممنوع، کوزی گونی و فاطماگل را ساخته‌است اشاره کرد.
دانشکده‌های ارتباطات، مطالعات خاورمیانه، پزشکی و داروسازی، اقتصاد و الهیات این دانشکده دارای جایگاه برجسته‌ای در ترکیه می‌باشند. بیشتر پردیس‌های این دانشگاه در بخش آسیایی استانبول قرار دارند.